# Albertin de Virga
Pour les articles homonymes, voir Albertin et Virga (homonymie).
Albertin de Virga connu également sous le nom de Albertus de Virga, est un cartographe vénitien du XVe siècle.

## Présentation générale
Albertin de Virga réalisa, en 1409, des cartes marines de la Méditerranée ainsi qu'une carte de Venise. 
Il conçut la mappemonde de Virga entre les années 1411 et 1415. Celle-ci apparait sous la forme d'un monde circulaire, dessinée sur un parchemin de 70 × 44 cm. Autour de celle-ci sont placés un calendrier et des tables.